# Тяжёлая атлетика на летней Спартакиаде народов СССР 1983
Соревнования по тяжёлой атлетике на VIII летней Спартакиаде народов СССР прошли с 22 по 31 июля 1983 года в универсальном спорткомплексе «Измайлово» в Москве. В них приняли участие 217 спортсменов, в том числе 62 зарубежных тяжелоатлета из 20 стран. Параллельно был также проведён 58-й чемпионат СССР, за медали которого боролись только советские атлеты.

## Медалисты
| Категория    | Золото                             | Золото                 | Серебро                           | Серебро                | Бронза                         | Бронза                 |
| До 52 кг     | Бронислав Рыжик Украинская ССР     | 250 кг (112,5 + 137,5) | Александр Сеньшин Украинская ССР  | 245 кг (105 + 140)     | Валерий Богуцкий Узбекская ССР | 240 кг (107,5 + 132,5) |
| До 56 кг     | Оксен Мирзоян Армянская ССР        | 287,5 кг (127,5 + 160) | Н. Димитров Болгария              | 267,5 кг (115 + 152,5) | Олег Караяниди Москва          | 265 кг (117,5 + 147,5) |
| До 60 кг     | Юрий Саркисян Армянская ССР        | 300 кг (127,5 + 172,5) | Николай Захаров РСФСР             | 297,5 кг (132,5 + 165) | Умар Эдельханов РСФСР          | 287,5 кг (127,5 + 160) |
| До 67,5 кг   | Владимир Грачёв РСФСР              | 332,5 кг (152,5 + 180) | Авсет Авсетов Москва              | 322,5 кг (145 + 177,5) | Евгений Новиков Украинская ССР | 320 кг (142,5 + 177,5) |
| До 75 кг     | Владимир Кузнецов РСФСР            | 365 кг (165 + 200)     | Виктор Дурнев РСФСР               | 357,5 кг (162,5 + 195) | Сергей Ли Киргизская ССР       | 355 кг (157,5 + 197,5) |
| До 82,5 кг   | Анатолий Храпатый Казахская ССР    | 380 кг (170 + 210)     | Румен Теодосиев Болгария          | 380 кг (170 + 210)     | Ришат Гайсин РСФСР             | 377,5 кг (167,5 + 210) |
| До 90 кг     | Виктор Солодов РСФСР               | 400 кг (177,5 + 222,5) | Исраил Арсамаков РСФСР            | 397,5 кг (182,5 + 215) | Алексей Глухов Москва          | 392,5 кг (172,5 + 220) |
| До 100 кг    | Павел Кузнецов РСФСР               | 427,5 кг (187,5 + 240) | Александр Попов РСФСР             | 415 кг (185 + 230)     | Виктор Соц Украинская ССР      | 412,5 кг (185 + 227,5) |
| До 110 кг    | Леонид Тараненко Белорусская ССР   | 430 кг (187,5 + 242,5) | Вячеслав Клоков РСФСР             | 427,5 кг (190 + 237,5) | Валерий Кравчук Украинская ССР | 407,5 кг (180 + 227,5) |
| Свыше 110 кг | Александр Курлович Белорусская ССР | 460 кг (200 + 260)     | Анатолий Писаренко Украинская ССР | 460 кг (205 + 255)     | Александр Гуняшев РСФСР        | 450 кг (200 + 250)     |